# Élisabeth Philippe của Pháp
Élisabeth Philippe của Pháp (3 tháng 5 năm 1764 – 10 tháng 5 năm 1794), còn được gọi là Madame Élisabeth, là một Fille de France. Élisabeth Philippe là con út của Louis Ferdinand của Pháp và Maria Josepha của Ba Lan, và là em gái của Vua Louis XVI. Cha của Élisabeth là con trai và người thừa kế của Louis XV của Pháp và Maria của Ba Lan. Élisabeth vẫn ở bên anh trai và gia đình anh trong suốt cuộc Cách mạng Pháp, và Vương tôn nữ đã bị hành quyết trong thời kỳ Khủng bố tại Quảng trường Cách mạng.
Được Giáo hội Công giáo coi là một người tử vì đạo, Élisabeth Philippe được Giáo hoàng Piô XII tuyên phong là Tôi tớ Chúa.

## Tiểu sử

### Thời thơ ấu

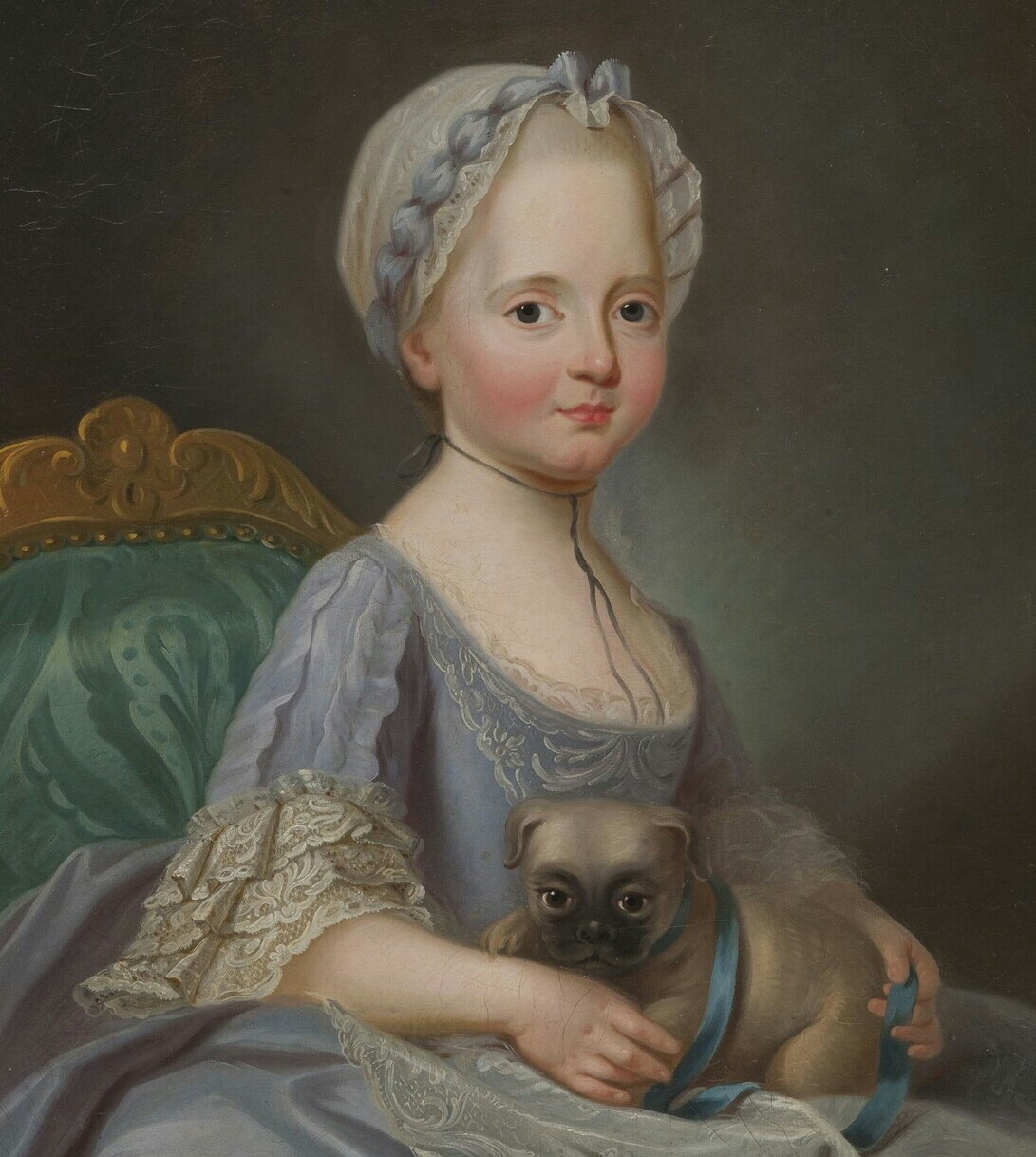
Madame Élisabeth khi còn nhỏ.

Élisabeth Philippe Marie Hélène chào đời ngày 3 tháng 5 năm 1764 tại Cung điện Versailles, dưới thời trị vì của ông nội, Louis XV của Pháp. Là con út của Louis Ferdinand của Pháp và Maria Josepha của Ba Lan. Là con gái của trữ quân, Élisabeth được xếp vào hàng "con gái nước Pháp" (fille de France).
Ngày 20 tháng 12 năm 1765, khi cha qua đời đột ngột vì bệnh lao phổi, anh trai lớn nhất còn sống của Élisabeth là Louis Auguste (sau này là vua Louis XVI) trở thành Trữ quân. Mẹ của họ, Maria Josepha, mất vào tháng 3 năm 1767 vì bệnh lao. Élisabeth khi đó chỉ mới hai tuổi đã trở thành trẻ mồ côi, cùng với các anh chị: Louis Auguste, Louis Stanislas Xavier, Charles Philippe và Marie Clotilde.
Élisabeth và chị gái Clotilde được nuôi dạy bởi phó mẫu là Madame de Marsan. Hai chị em có tính cách rất khác nhau: Élisabeth thường được mô tả là “kiêu hãnh, cứng đầu và dễ xúc động”, trong khi Clotilde thì “có tính khí hiền hòa, chỉ cần được uốn nắn đúng cách là sẽ phát triển tốt”. Họ được học theo kiểu giáo dục truyền thống dành cho các vương nữ thời đó: tập trung vào tài nghệ, tôn giáo và đức hạnh. Clotilde rất chăm học, trong khi Élisabeth ban đầu thường từ chối học tập, vì nghĩ rằng “lúc nào cũng có người phải lo nghĩ thay cho vương tử vương nữ”. Cô cũng hay tỏ ra thiếu kiên nhẫn với người phục vụ. Madame de Marsan không kiểm soát được Élisabeth, lại yêu quý Clotilde hơn, khiến Élisabeth ghen tị và hai chị em thường xảy ra xung đột.
Mối quan hệ giữa họ chỉ cải thiện khi Élisabeth bị bệnh nặng và Clotilde nhất quyết chăm sóc em. Trong thời gian đó, Clotilde dạy Élisabeth học chữ và gieo cho cô niềm yêu thích tôn giáo, khiến Élisabeth thay đổi rất nhiều: hai chị em họ trở thành bạn bè thân thiết, chị vừa là gia sư, vừa là người tâm sự. Sau đó, Élisabeth được giao cho Marie Angélique de Mackau dạy dỗ – một người có tính cách vừa nghiêm khắc vừa dịu dàng. Dưới sự hướng dẫn của bà, Élisabeth tiến bộ trong học tập và trở nên mềm mỏng hơn, đồng thời biết dùng ý chí mạnh mẽ của mình cho các mục tiêu đạo đức.

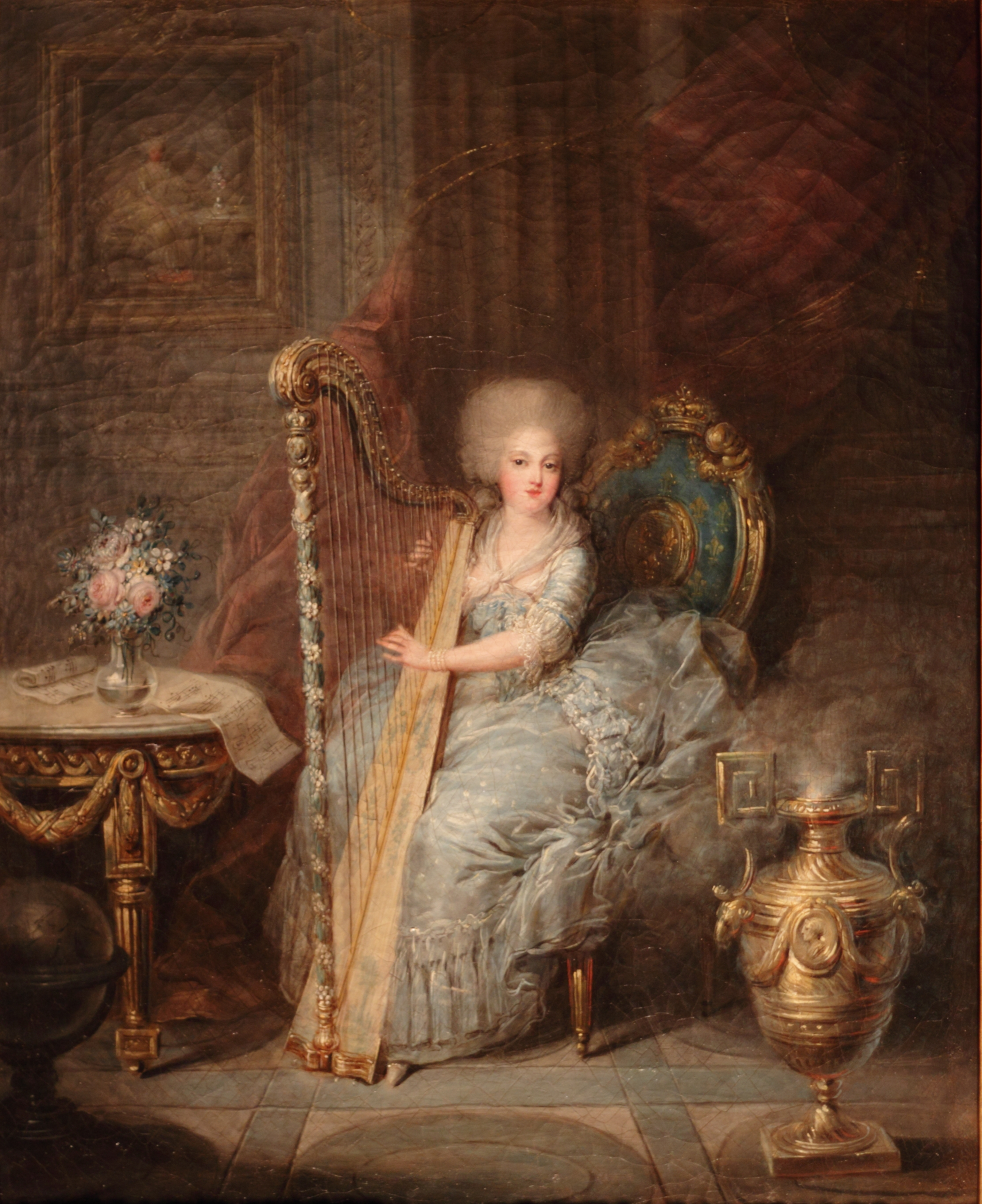
Élisabeth đang chơi cây đàn hạc.

Năm 1770, anh trai cả của Élisabeth kết hôn với Maria Antonia của Áo. Maria Antonia rất quý Élisabeth và thể hiện điều đó một cách quá rõ ràng, khiến nhiều người ở triều đình cảm thấy khó chịu, đặc biệt là vì cô dường như không quan tâm mấy đến Clotilde.

### Dưới thời Louis XVI
Ngày 10 tháng 5 năm 1774, sau khi ông nội là vua Louis XV qua đời, anh trai của lên ngôi với trị hiệu Louis XVI.
Tháng 8 năm 1775, chị gái của Élisabeth, Marie Clotilde rời Pháp để kết hôn với Thân vương xứ Piemonte. Cuộc chia tay giữa hai chị em rất xúc động, Élisabeth gần như không thể rời khỏi vòng tay của chị. Vương hậu Maria Antonia đã nhận xét:
“Em gái Élisabeth của tôi là một cô bé dễ mến, thông minh, có cá tính và rất duyên dáng. Con bé thể hiện sự nhạy cảm vượt quá tuổi khi tiễn chị gái đi lấy chồng. Con bé đau khổ vô cùng và vì thể trạng yếu, nó đã bị lên cơn loạn thần rất nặng. Con thú thật với mẹ thân yêu là con đang ngày càng gắn bó với nó – và hiểu từ gương của các cô trong triều đình rằng nếu để nó ở lại làm cô gái chưa chồng ở đất nước này, thì hạnh phúc của nó sẽ bị ảnh hưởng. Con bé cho thấy sự sáng suốt và nhạy cảm đáng yêu trong việc tiễn chị gái cũng như nhiều việc khác. Khi một đứa trẻ 11 tuổi có được những cảm xúc đúng đắn như vậy, thì thật đáng quý... Có lẽ con bé sẽ rời xa chúng ta trong vòng hai năm nữa. Con thấy tiếc nếu nó phải đi xa tận Bồ Đào Nha, nhưng có lẽ ra đi khi còn nhỏ sẽ giúp nó bớt cảm nhận sự khác biệt giữa hai đất nước. Mong Chúa cho con bé đừng quá nhạy cảm mà đau khổ.”
Ngày 17 tháng 5 năm 1778, sau chuyến đi đến Marly cùng vương thất, Élisabeth chính thức rời khỏi phòng các vương tử vương nữ nhỏ, trở thành người lớn theo nghi thức. Theo yêu cầu của Louis XVI, Élisabeth được giao từ tay bà bảo mẫu cho nhà vua, và được lập một phủ riêng, với Diane xứ Polignac làm thị tùng và Bonne Marie Félicité de Sérent làm phu nhân hầu cận. Buổi lễ chuyển giao được miêu tả như sau:
“Madame Élisabeth, cùng với Công nương xứ Guéménée, các phó bảo mẫu và các quý bà hầu cận, tiến vào phòng của Nhà Vua. Tại đó, Công nương xứ Guéménée chính thức bàn giao vương tôn nữ cho Nhà vua, người liền cho gọi Bá tước phu nhân Diane xứ Polignac và Hầu tước phu nhân xứ Sérent, để họ đảm nhận việc phục vụ Madame Élisabeth.”
Nhiều cuộc hôn nhân được đề xuất cho Élisabeth: đầu tiên là Jose, Hoàng tử Brazil. Élisabeth không phản đối nhưng cũng nhẹ nhõm khi cuộc thương thuyết bị hủy. Sau đó là Công tước xứ Aosta (sau này là Vittorio Emanuele II của Sardegna), em trai của  Công tước xứ Savoia và là em rể của Clotilde. Nhưng triều đình Pháp không chấp nhận vì ông không phải là quốc vương hay thái tử – không “xứng tầm” với một vương nữ Pháp. Cuối cùng, có đề xuất kết hôn với Hoàng đế Joseph II của Thánh chế La Mã – anh trai của Maria Antonia. Joseph từng đến Pháp, rất có ấn tượng tốt với Élisabeth. Tuy nhiên, phe chống Áo trong triều đình phản đối liên minh này, và từ năm 1783 mọi dự định đều chấm dứt. Sau đó, không còn ai nhắc đến chuyện cưới xin cho Élisabeth nữa. Bản thân Élisabeth cũng không muốn lấy chồng vì sẽ phải rời khỏi nước Pháp. Cô từng nói:
“Ta chỉ có thể kết hôn với con trai của một vị vua – mà con trai của vua thì sau này sẽ làm vua ở nước của cha mình. Ta sẽ không còn là người Pháp nữa. Ta không muốn điều đó. Tốt hơn hết là ở lại bên chân ngai vàng của anh trai ta, còn hơn là lên ngôi ở một xứ khác.”
Trước khi Cách mạng Pháp nổ ra, Élisabeth không đóng vai trò gì nổi bật trong vương thất. Cô không thích cuộc sống tại triều đình vì cho rằng nó sa đọa và nguy hại đến đạo đức, nên chỉ đến triều khi thực sự cần thiết hoặc khi có lệnh vua hay vương hậu. Khi đã trưởng thành và lập phủ riêng, cô vẫn giữ lối sống giản dị và kín đáo như thời còn nhỏ: dành thời gian cho cầu nguyện, học hành, cưỡi ngựa, đi bộ và trò chuyện với những người từng nuôi dạy mình. Cô thường xuyên thăm cô ruột – Madame Louise – tại tu viện dòng Carmélites ở Saint-Denis. Vua Louis XVI lo cô sẽ đi tu nên từng nói đùa:
“Anh không cấm em đi thăm cô Louise, nhưng chỉ với điều kiện là đừng bắt chước cô, Élisabeth, anh cần em.”
Élisabeth hết mực trung thành với chế độ quân chủ và đặc biệt kính trọng anh trai – vua Louis XVI. Cô thân thiết nhất với người anh thứ hai – Bá tước xứ Provence (sau này là Louis XVIII):
“Anh Provence của ta là người cố vấn tuyệt vời và cũng là người kể chuyện hấp dẫn. Anh hiếm khi sai trong đánh giá người và việc, và trí nhớ đáng kinh ngạc giúp anh luôn có những câu chuyện thú vị để kể.”
Còn người anh trai út – Bá tước xứ Artois – có tính cách khác biệt, nên thỉnh thoảng Élisabeth phải nhẹ nhàng nhắc nhở về những vụ bê bối của anh. Tuy nhiên, Artois rất quý trọng em gái. Mối quan hệ giữa Élisabeth và vương hậu khá phức tạp. Khi Élisabeth mới trưởng thành, bà tỏ ra rất quý mến:
“Vương hậu rất thích Élisabeth. Bà nói khắp nơi rằng không ai dễ mến hơn, rằng trước đây chưa hiểu cô ấy, nhưng giờ thì đã coi là bạn suốt đời.”
Tuy nhiên, Élisabeth lại thân với các cô ruột – các “Mesdames de France” – những người công khai phản đối vương hậu vì xuất thân Áo và các cải cách cung đình. Élisabeth cũng cho rằng việc vương hậu sống quá gần gũi với thường dân sẽ làm mất uy nghi vương thất. Cô từng nói:
“Nếu vua chúa thường xuyên gần dân, người ta sẽ thấy vương hậu chỉ là một phụ nữ đẹp, và sớm nghĩ rằng nhà vua chỉ là viên chức cao nhất mà thôi.”
Dù vậy, Élisabeth cũng có những lúc gần gũi vương hậu, cùng đi câu cá ở hồ nhân tạo, xem vắt sữa bò, ăn tối mặc váy vải trắng và đội nón rơm trong khuôn viên Trianon. Cô cũng tham gia một lần diễn kịch cùng và rất yêu quý các con của bà, đặc biệt là Louis Joseph và Marie Thérèse. Cô là mẹ đỡ đầu của Sophie Hélène Béatrix, con út của Maria Antonia.